# Las Tejas de Abajo
Las Tejas de Abajo är en ort i Argentina.   Den ligger i provinsen Catamarca, i den norra delen av landet, 1 000 km nordväst om huvudstaden Buenos Aires. Las Tejas de Abajo ligger 413 meter över havet och antalet invånare är 248.
Terrängen runt Las Tejas de Abajo är varierad, och sluttar västerut. Runt Las Tejas de Abajo är det glesbefolkat, med 15 invånare per kvadratkilometer.. Närmaste större samhälle är Miraflores, 18,8 km nordväst om Las Tejas de Abajo.
Omgivningarna runt Las Tejas de Abajo är i huvudsak ett öppet busklandskap.